# Circaetus
Circaetus es un género de aves accipitriformes de la familia Accipitridae, distribuidas principalmente en el África subsahariana, entre las que destaca la culebrera europea (Circaetus gallicus), presente en España.

## Especies
Se reconocen seis especies:
| Especie               | Nombre común         | Descriptor                |
| --------------------- | -------------------- | ------------------------- |
| Circaetus gallicus    | Culebrera europea    | Gmelin, 1788              |
| Circaetus beaudouini  | Culebrera sudanesa   | Verreaux y Des Murs, 1862 |
| Circaetus pectoralis  | Culebrera pechinegra | A. Smith, 1829            |
| Circaetus cinereus    | Culebrera sombría    | Vieillot, 1818            |
| Circaetus fasciolatus | Culebrera barreada   | Kaup, 1850                |
| Circaetus cinerascens | Culebrera coliblanca | von Müller, 1851          |